# Молинацо Сопра-Карата (Пјаченца)
Молинацо Сопра-Карата је насеље у Италији у округу Пјаченца, региону Емилија-Ромања.
Према процени из 2011. у насељу је живело 26 становника. Насеље се налази на надморској висини од 106 м.